# Simulium beringovi
Simulium beringovi es una especie de insecto del género Simulium, familia Simuliidae, orden Diptera.
Fue descrita científicamente por Bodrova, 1988.